# Lennart Sundling
Lennart Sundling, född 16 mars 1934, är en svensk arkitekt.
Sundling studerade vid Chalmers Tekniska Högskola till 1959. Han drev egen verksamhet i Mariestad och verkade även som stadsarkitekt i Karlsborg.
Aktiemajoriteten i firman Lennart Sundling AB, som då bestod av sju anställda, köptes 1990 av FFNS.
Förutom byggnader i Skaraborg har Sundling även ritat Vesslan 14 i Malmö (1964).

## Bilder

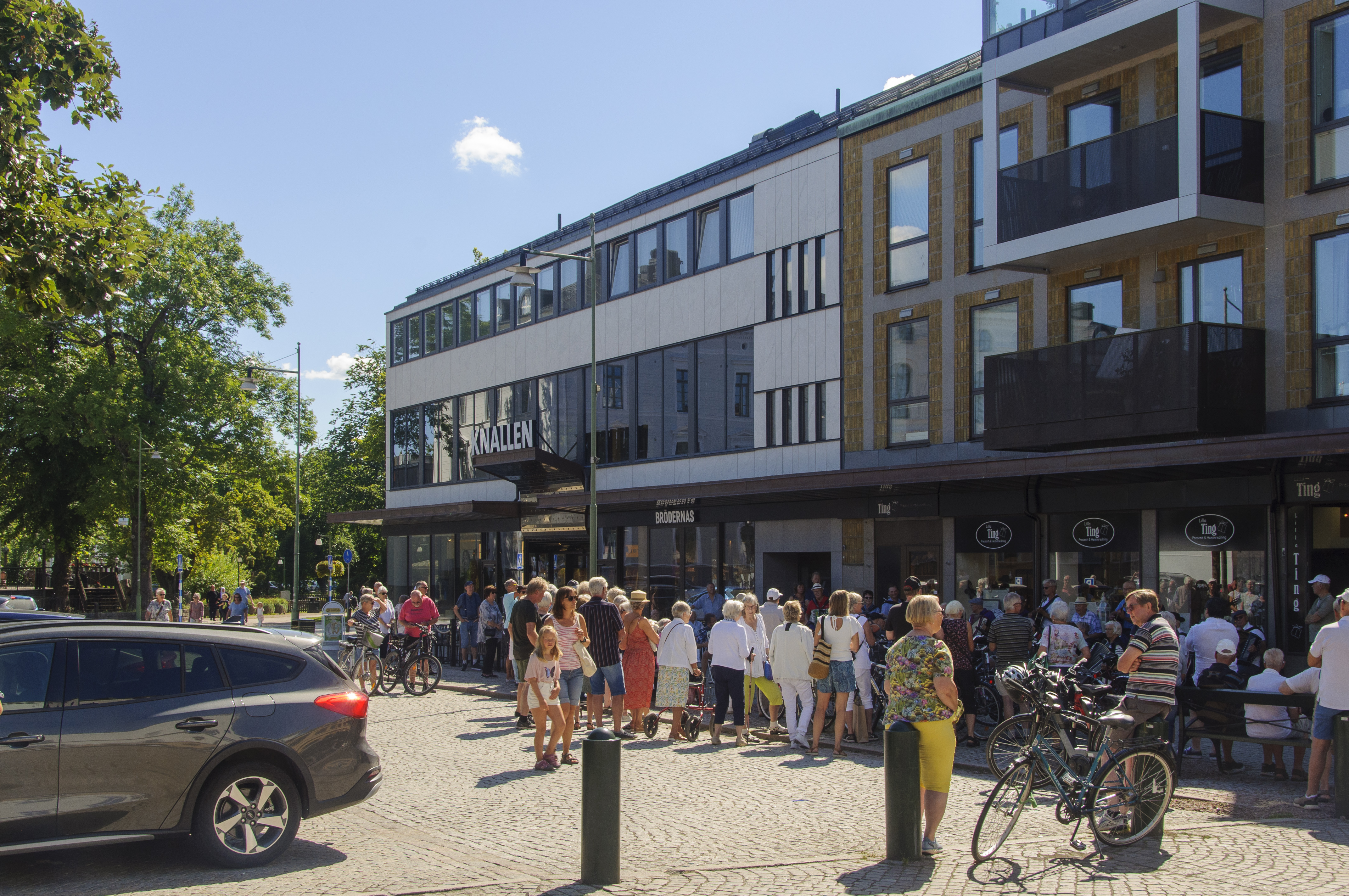
Knallenhuset, Mariestad (1965)
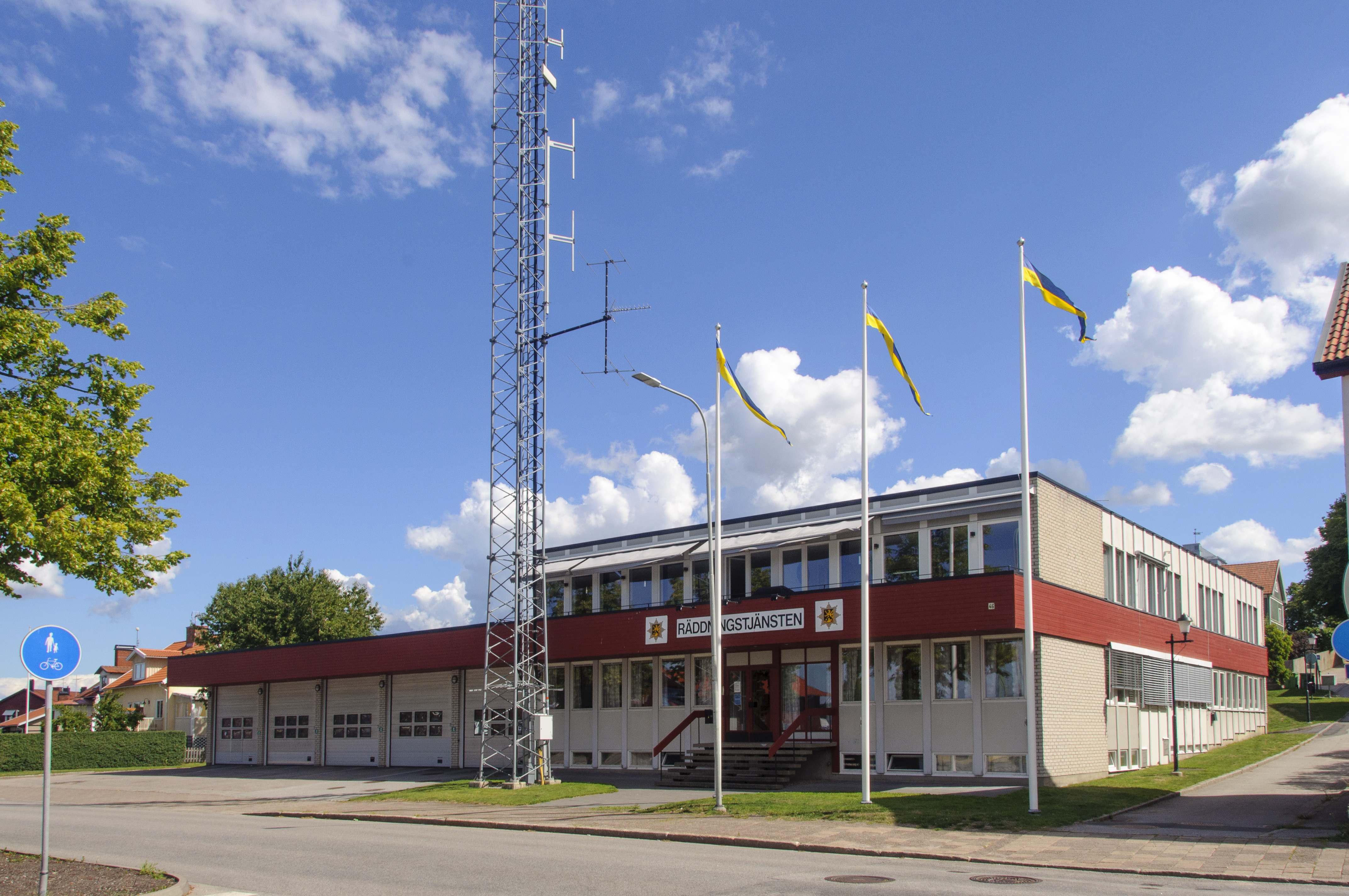
Brandstation, Mariestad (1966)
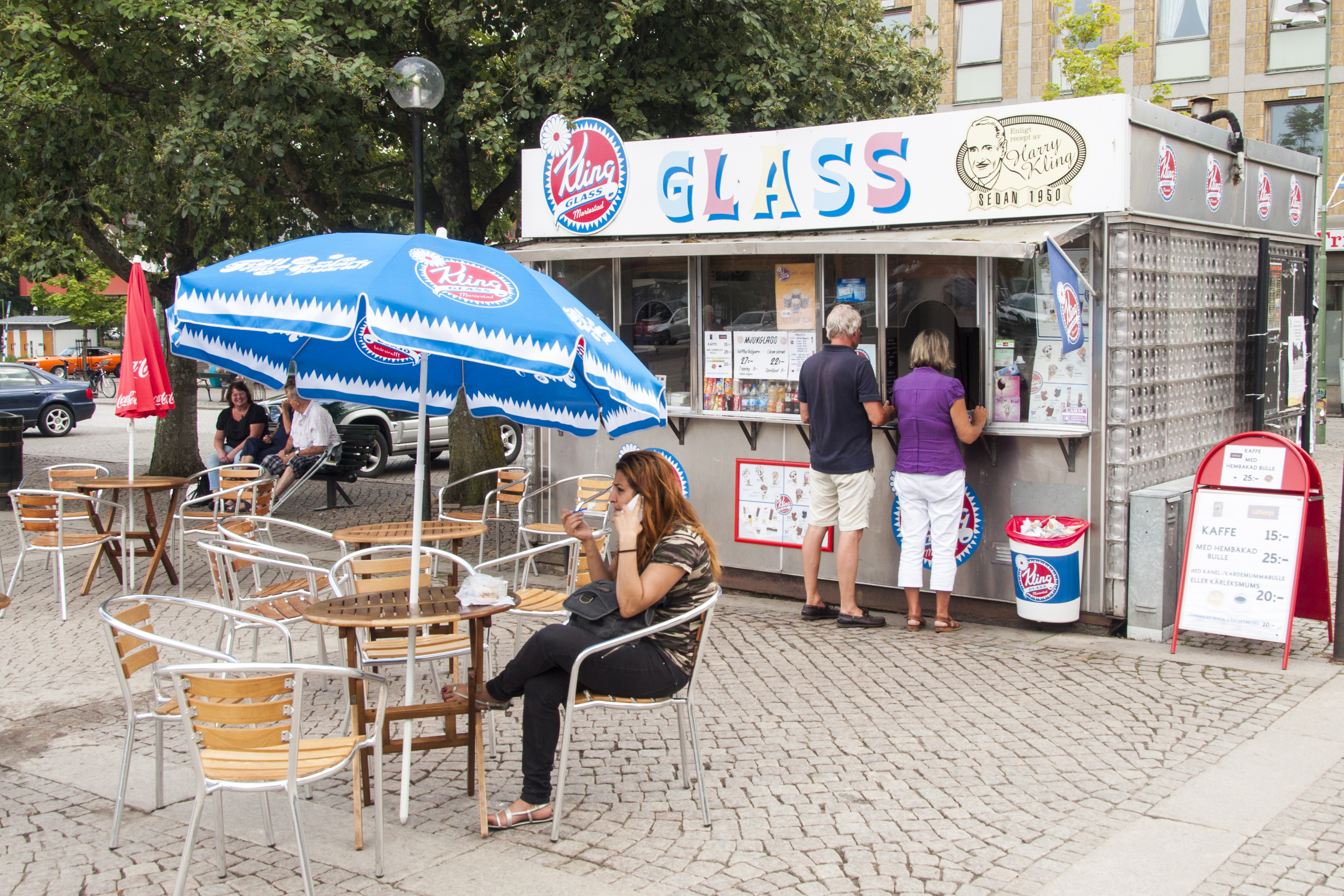
Glasskiosk i Mariestad (1971)
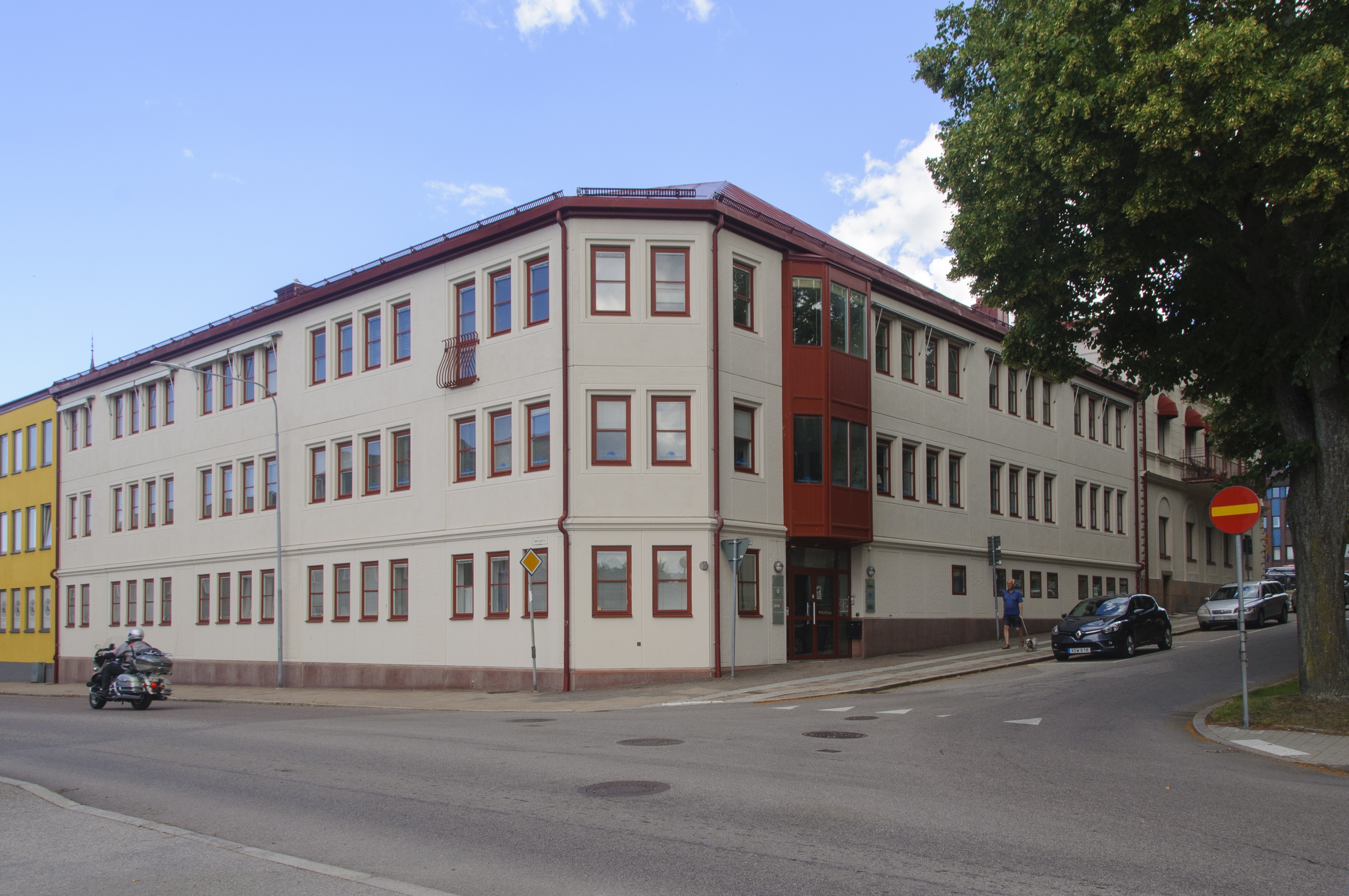
Förvaltningshus, Mariestad (1979)